# オルリスタット
オルリスタット（Orlistat、オーリスタット、オリスタットとも）は、肥満治療薬の一種である。世界ではロシュからXenical（ゼニカル）、グラクソ・スミスクラインからAlli（アライまたはアリ）の商品名で販売されている。日本では大正製薬がダイレクトOTCとして、2023年2月17日に厚生労働省から製造承認を受け、アライ（alli）の商品名で販売。類薬にセチリスタットがある。
アメリカ合衆国における治験の結果、1年間の投与により5%の体重減少が見られた成人が60%、10%の体重減少が見られた成人が27%であった。一方、偽薬群では5%体重減少が31%、10%体重減少が11%であった。なお、食欲は抑制しない。
経口服用により腸内のリパーゼに作用し、結果的に腸管からの脂肪の吸収を阻害する。吸収されなかった脂肪は、大便として肛門を介して排泄される。

## 副作用
脂溶性ビタミンであるビタミンA、D、E、K、βカロテンの吸収も阻害されるので、これらビタミン類の摂取量を増やす必要がある。特に、βカロテンとビタミンEでは、血漿中濃度が統計的に有意に減少したため、オルリスタットとともに、毎日脂溶性ビタミン補助剤を服用するように、という勧告をアメリカ食品医薬品局（FDA）は支持している。
また、上記のように多くの脂肪が排泄されるため、ワックスエステルを多く含むバラムツやアブラソコムツを喫食した際のように、脂肪が肛門から漏れ出したり、便意が制御できなくなるという問題もある。